# Parnaenus metallicus
Parnaenus metallicus là một loài nhện trong họ Salticidae.
Loài này thuộc chi Parnaenus. Parnaenus metallicus được Carl Ludwig Koch miêu tả năm 1846.